# Беляков Юрій Володимирович
Ю́рій Володи́мирович Беляко́в (нар. 22 липня 1961, м. Самбір) — полковник Збройних сил України.

## Життєпис
Народився 22 липня 1961 року в місті Самбір Львівської області.
Закінчив Київське суворовське військове училище та Бакинського вищого загальновійськового училища.
З 1978 по 1991 рр. служив у Збройних силах СРСР, у тому числі з 1982 по 1983 рр. — у Республіці Афганістан.
З липня 1998 по червень 2006 р. очолював Ужгородське міське товариство ветеранів війни в Афганістані.
2000—2002 — працював в управлінні з питань внутрішньої політики Закарпатської ОДА.
З 2002 року депутат Ужгородської міської ради. 2002—2005 рр. — секретар Ужгородської міської ради. 2007—2008 роки — заступник директора, азгодом і директор ДП «Управління по експлуатації адмінбудинків податковихорганів» ДПА в Закарпатській області.
У 2007 році закінчив Закарпатський державний університет за спеціальністю «Облік і аудит».
З 2008 р. — уповноважений представник Державного комітету України у справах ветеранів у Закарпатській області.
З листопада 2010 по 2014 рік був заступником міського голови Ужгороду, депутатом Ужгородської міської ради VI скликання від партії регіонів.
У грудні 2012 року йому підпалили автівку («Hyundai Santa Fe» 2006 року випуску).
Під час депутатської каденції пішов добровольцем в АТО.
Службу проходив: заступником командира 53 окремої механізованої бригади з березня 2015 року по травень 2016 року, з травня 2016 року військовий комісар Одеського обласного військового комісаріату.
У лютому 2022 року став командиром новоствореної 68-ї окремої єгерської бригади.
З березня 2023 року начальник Закарпатського обласного Центру підготовки населення до національного спротиву.

## Родина
- Дружина — Белякова Н. В.;
- Сини — Беляков Сергій та Олександр;
- Донька — Белякова І. Ю.;

## Нагороди
- Орден Червоної Зірки;
- Орден Богдана Хмельницького III ступеня УКАЗ ПРЕЗИДЕНТА УКРАЇНИ №74/2009 (6.2.2009) - За вагомий особистий внесок у розвиток ветеранського руху, мужність і самовідданість, виявлені під час виконання військового обов'язку;
- Орденом Богдана Хмельницького II ступеня УКАЗ ПРЕЗИДЕНТА УКРАЇНИ №1/2016 (6.1.2016) — За особисту мужність і героїзм, виявлені у захисті державного суверенітету та територіальної цілісності України, вірність військовій присязі.[6]
- Орден Богдана Хмельницького I ступеня УКАЗ ПРЕЗИДЕНТА УКРАЇНИ №334/2022 (14.5.2022) — за особисту мужність і самовіддані дії, виявлені у захисті державного суверенітету та територіальної цілісності України, вірність військовій присязі[7].